# Staatsgefängnis im Donjon von Vincennes

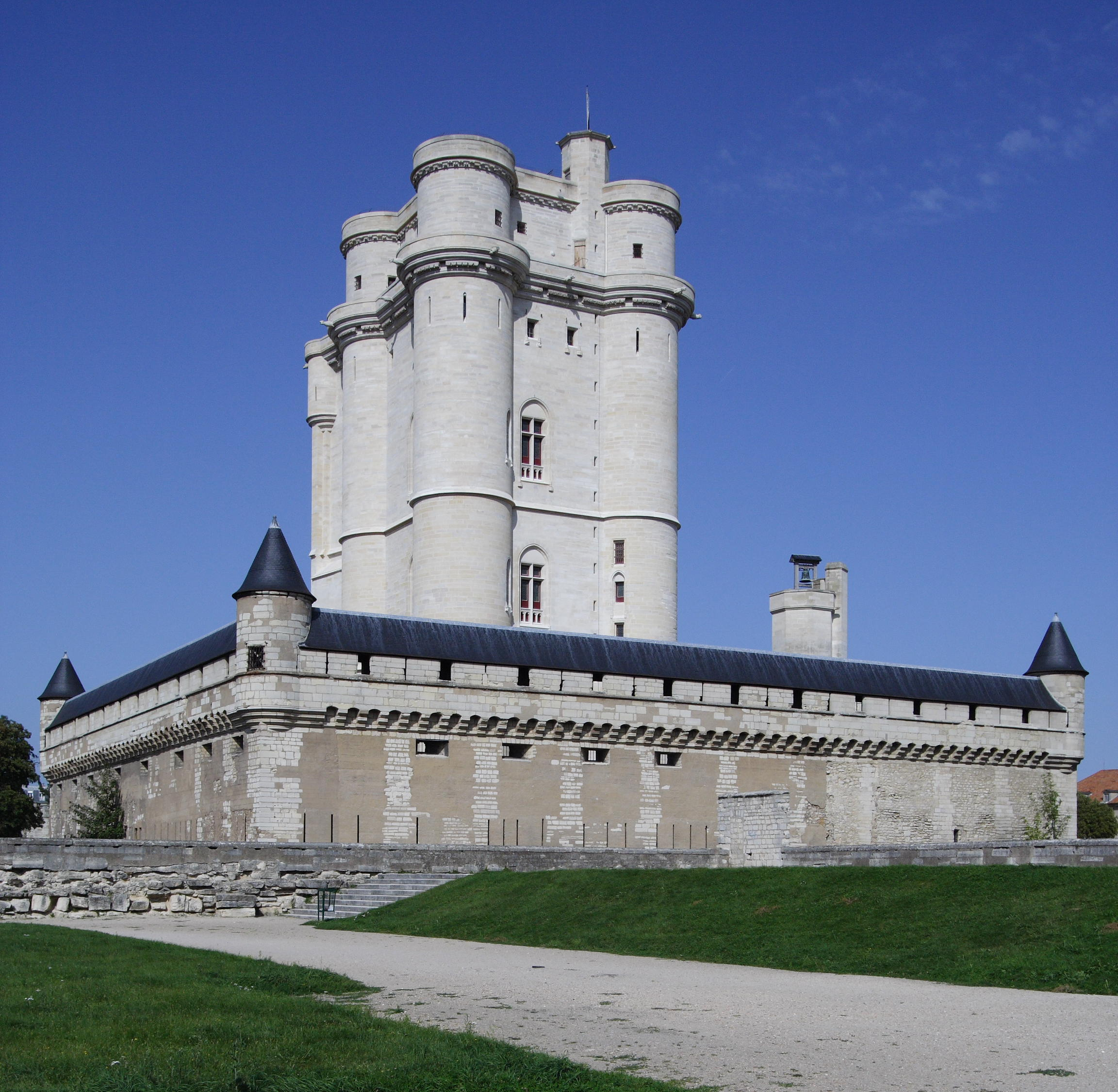
Der Donjon von Vincennes

Das Staatsgefängnis im Donjon von Vincennes existierte im Ancien Régime bis zum April 1784. Im 19. Jahrhundert dienten die Räume des östlich von Paris liegenden Donjons nur noch sporadisch als Gefängnis.

## Der Donjon
Der 50 Meter hohe, gotische Vierturm-Donjon diente einst als Wohnsitz der ersten Valois-Könige. Erst unter Ludwig XI. wurde er als Gefängnis verwendet. Durch eine eigene Ringmauer und einen separaten Graben von der restlichen Burg isoliert, war er für diese neue Aufgabe prädestiniert. Der Gefängnisbetrieb erforderte nur geringe bauliche Anpassungen.
Während im 17. Jahrhundert auch die großen Mittelsäle als Zellen dienten, wurden im 18. Jahrhundert nur die 8-eckigen Gelasse der kleineren Ecktürmchen zur Unterbringung verwendet. Napoléon Bonaparte ließ 1808 eine Gefängnistüre und einen Ofen aus dem Temple installieren, die man noch heute im Donjon sehen kann. Im Gegensatz zu den anderen Türmen blieb er dank seiner Funktion als Staatsgefängnis nahezu unversehrt. Er gilt als der bedeutendste erhaltene Donjon Frankreichs. Es erfolgten drei Restaurierungskampagnen, unter Eugène Viollet-le-Duc, 1914 und von 2000 bis 2005. Seit 1934 beherbergt er ein historisches Museum.

## Gefangene des Königs
Der Donjon war wie die größere Bastille ein königliches Gefängnis. Die Staatsgefangenen wurden mittels eines von König und Minister unterzeichneten, versiegelten Verhaftbriefes (lettre de cachet) im Donjon inhaftiert. Die neuere Forschung zeigt, dass die verrufenen, königlichen Verhaftbriefe einige Vincennes-Insassen vor einer schlimmeren Strafe durch die Justiz (Parlement) bewahrten. Der König konnte auf dieselbe Weise auch eine Verbannung nach Vincennes aussprechen.

## Bekannte Gefangene des Ancien Régimes

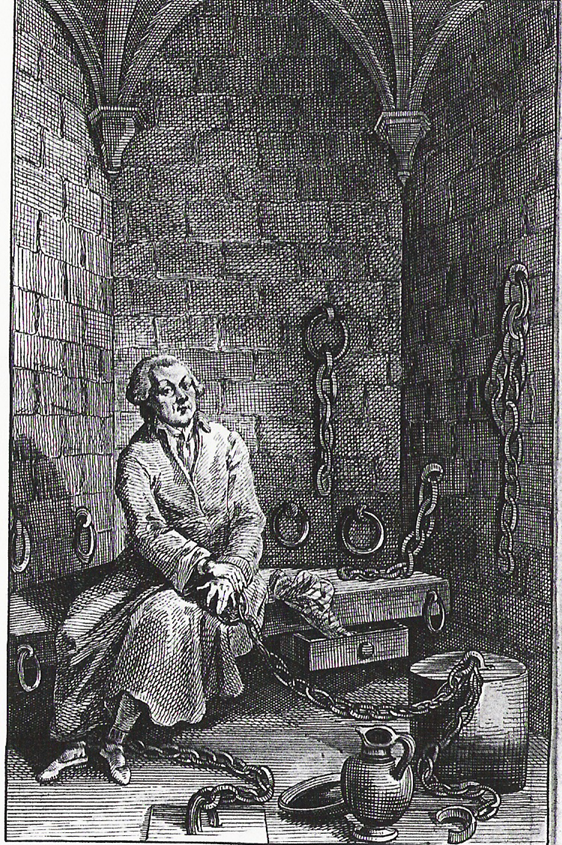
Le Prévôt de Beaumont

In der Liste der Gefangenen findet man berühmte Namen wie den Schriftsteller Claude-Prosper Jolyot de Crébillon, den jansenistischen Theologen Jean Duvergier de Hauranne, den Enzyklopädisten Denis Diderot, den Kardinal von Retz, Jean-François Paul de Gondi, den Marquis de Sade und den Revolutionär Mirabeau.
Bekannte adelige Insassen waren Louis II. de Bourbon, prince de Condé, und sein Bruder François de Bourbon, prince de Conti, die das gleiche Schicksal ereilte wie ihren Vater Henri II. de Bourbon, prince de Condé, der auch schon dort einsaß. Selbst der Name des Ausbrecherkönigs François de Vendôme, des Herzogs von Beaufort, lässt sich nicht von Vincennes loslösen, zumal schon sein Vater César de Bourbon, duc de Vendôme, seine Haft im Donjon verbrachte. Ludwig XIV. ließ seinen Finanzminister Nicolas Fouquet und Antonin Nompar de Caumont, Herzog von Lauzun, dort festsetzen. Außerdem fanden sich später in der Französischen Revolution als Helden gefeierte Gefangene wie Latude und Le Prévôt de Beaumont. In das nahe Schloss, gegenüber dem Donjon, wurde der als Physiokrat bekannte Victor Riquetti für kurze Zeit verbannt.

## Das Gefängnispersonal
An der Spitze der Gefängnishierarchie stand im 18. Jahrhundert der königliche Leutnant und Gouverneur des Donjons, der dem Polizeipräfekten von Paris unterstellt war. Für das leibliche und seelische Wohl der Gefangenen waren ein Arzt, ein Chirurg, ein Apotheker, ein Zahnarzt, ein Augenarzt, ein Beichtvater, ein Anstaltsgeistlicher, sowie ein Küchenteam verantwortlich. Im inneren Bereich waren im Donjon drei Wärter zuständig, während außerhalb Schildwachen den Dienst versahen. Ein Sekretär des Polizeipräfekten las und zensierte in Paris die Briefe der Vincennes-Häftlinge.

## Gefängnisalltag am Ende des Ancien Régimes
Der literarisch als „Hölle“, „Grab“ und „Ort des Horrors“ verschriene Donjon zu Vincennes war von besserer Natur als sein Ruf. Die jüngste Forschung zeigt, dass romantische Gefängnisliteratur, Pamphlete und auf Dramatik zielende, von revolutionärem Gedankengut getragene Gefängnis-Memoiren ehemaliger Insassen wie Latude, Le Prévôt de Beaumont oder Mirabeau eher einen Mythos erschufen als die Wahrheit zu berichten: Im Vergleich zu den Zuständen in den Parlamentsgefängnissen und Irrenanstalten hatten es die Vincennes-Insassen relativ komfortabel. Die Qualen waren trotz Krankheiten, Mangel an Luft, Licht oder Wärme weniger körperlicher Natur, sondern basierten vor allem auf seelischen Schmerzen. Vor allem Einsamkeit, Langeweile, häusliche Sorgen oder die Ungewissheit über das Entlassungsdatum machten den Gefangenen das Leben schwer.
Die bei Reue, Einsicht und gutem Betragen gewährten Hafterleichterungen oder Milderungen wie Spaziergänge, Empfang von Besuchen, Bücher, Zeitschriften, Schreibutensilien, Briefe, Messebesuche, Zellengenossen oder Diener konnten den Alltag erleichtern. Die Spaziergänge waren im 18. Jahrhundert die einzige körperliche Ertüchtigungsmöglichkeit. Möglichkeiten für handwerkliche oder körperliche Arbeit fehlten in diesem eher aristokratischen Gefängnis, so dass nur eine schriftstellerische Arbeit in Betracht kam. Die Hafterleichterungen konnten bis zur Halbgefangenschaft ausgeweitet werden, die in der Verbannung oder Freilassung endete.
Bei schlechter Führung wurden Erleichterungen wiederum entzogen. Bei schwerwiegenden Verstößen gegen die Gefängnisordnung, wie bei Gewaltausbrüchen und Tobsuchtsanfällen, konnte eine schwere Kerkerhaft verhängt und der Gefangene in eine spezielle Zelle (französisch cachot) überführt werden. Bei zu Gewalt neigenden Geisteskranken wurde diese Maßnahme dem damaligen Wissensstand gemäß als letzte Weisheit verhängt.

## Ausbrüche und Fluchtversuche
Der kastilische Edelmann Philippe von Crouy floh 1556 in den Kleidern eines Bauern aus der Burg. Der aufsehenerregendste Ausbruch gelang François de Vendôme: An Pfingsten 1648 kletterte er an einem Seil von der Galerie der Donjon-Ringmauer in den Graben. Auf der anderen Seite warteten 50 berittene Helfer auf den Herzog. Das von den Prinzen von Condé und Conti und dem Herzog von Longueville geschmiedete Komplott misslang allerdings. Latude berichtet in seinen Memoiren von zwei gelungenen Fluchtversuchen in den Jahren 1750 und 1765.

## Die Aufhebung des Staatsgefängnisses
Am Ende des Ancien Régimes saßen nur noch 15 Gefangene im Donjon. Auf Befehl von König Ludwig XVI. wurde 1784 das Staatsgefängnis geschlossen sowie die Bewachung und das Amt des Gouverneurs aufgehoben. Die letzten Insassen wurden in andere Gefängnisse überwiesen. 1785 zogen eine Bäckerei und eine Gewehrmanufaktur in den Donjon ein.

## Der Sturm auf den Donjon

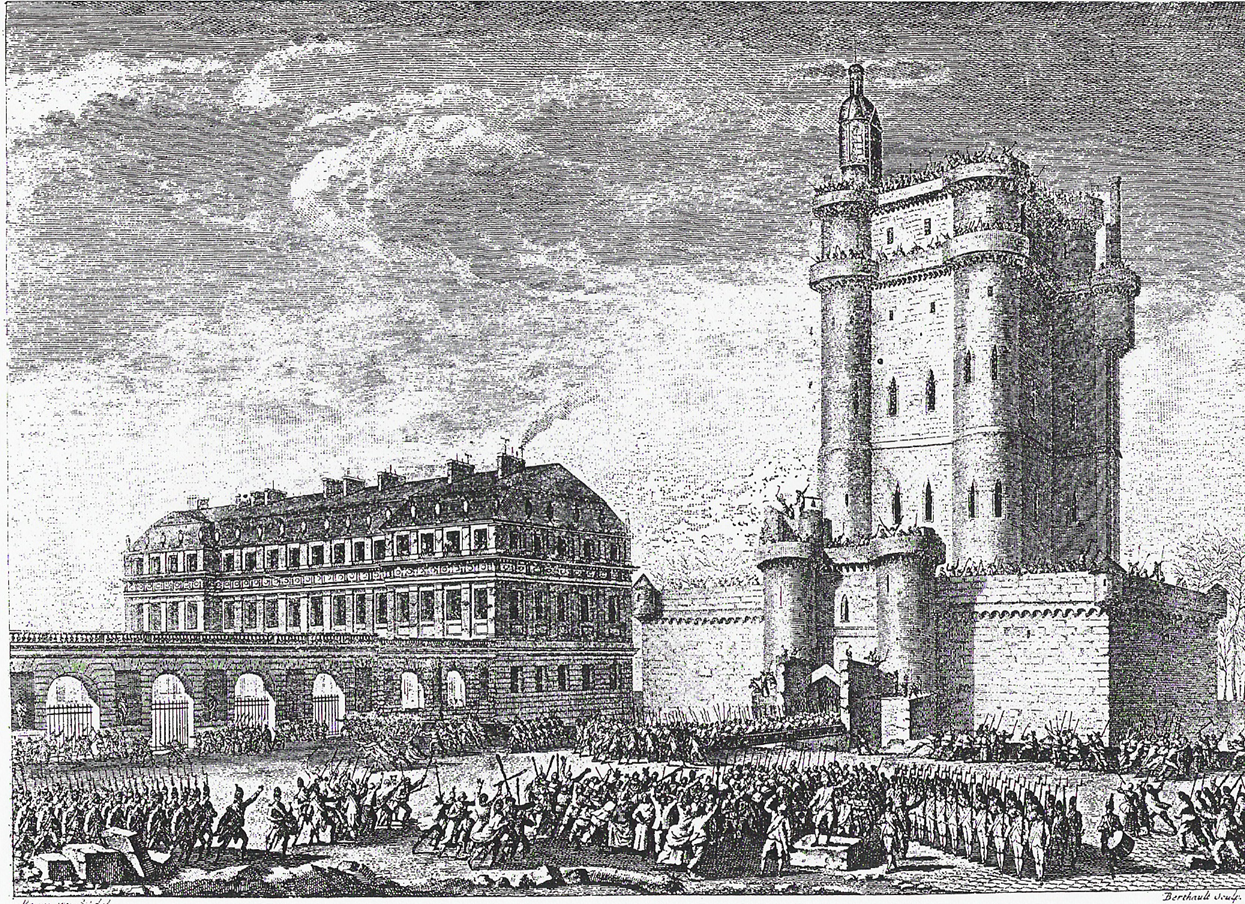
Sturm auf den Donjon am 28. Februar 1791 (Musée de la Révolution française).

Die Nationalversammlung beschloss im November 1790 per Dekret, den Donjon wieder als Gefängnis zu nutzen, weil die Pariser Gefängnisse überfüllt waren. Im Pariser Volk kursierte mitunter das Gerücht, dass man dort ein royalistisches Waffenlager für eine Gegenrevolution einrichten wolle. Am 28. Februar 1791 stürmte eine aufgebrachte, mehrheitlich aus der Vorstadt Saint-Antoine stammende Volksmasse den leeren Donjon. Der Bürgermeister von Vincennes rief die Pariser Nationalgarde um Hilfe. Kommandant La Fayette verhinderte die Zerstörung des Donjons, indem er mit einigen Reitern den Aufruhr auflöste und 60 Personen festnahm. Die Nationalversammlung beschloss, auf ihr Vorhaben zu verzichten.

## Gefangene des 19. Jahrhunderts
Unter Napoleon wurde der Donjon von 1804 bis 1814 sowie während der Revolutionen von 1830 und 1848 und infolge des Aufstands der Pariser Kommune 1872 als Gefängnis benutzt. 1808 saßen Jules und Armand de Polignac im Donjon, weil sie an der Verschwörung von Cadoudal und Pichegru gegen Napoleon beteiligt waren. Der Streit zwischen Napoleon und dem Papst führte 1811 zur Festsetzung zahlreicher Geistlicher. Infolge der Julirevolution kam Jules de Polignac erneut als Gefangener nach Vincennes, wo bereits die gestürzten Minister Peyronnet, Guernon-Ranville und Chantelauze einsaßen. Die Republikaner Armand Barbès, Louis-Auguste Blanqui und François-Vincent Raspail wurden wegen der Teilnahme am Pariser Juniaufstand 1848 im Donjon festgesetzt.